# XHTML Mobile Profile
XHTML Mobile Profile (XHTML MP; deutsch XHTML Mobiles Profil) ist eine Auszeichnungssprache speziell für Mobiltelefone und PDAs. Die XHTML MP Spezifikation wird definiert durch die Open Mobile Alliance (OMA).
Das XHTML Mobile Profile besteht aus Modulen entsprechend der XHTML-Modularisierung. Es ist eine Teilmenge von XHTML 1.1 basierend auf XHTML Basic. XHTML MP wird hauptsächlich verwendet zusammen mit Wireless CSS (WCSS) und ECMAScript Mobile Profile (ESMP).

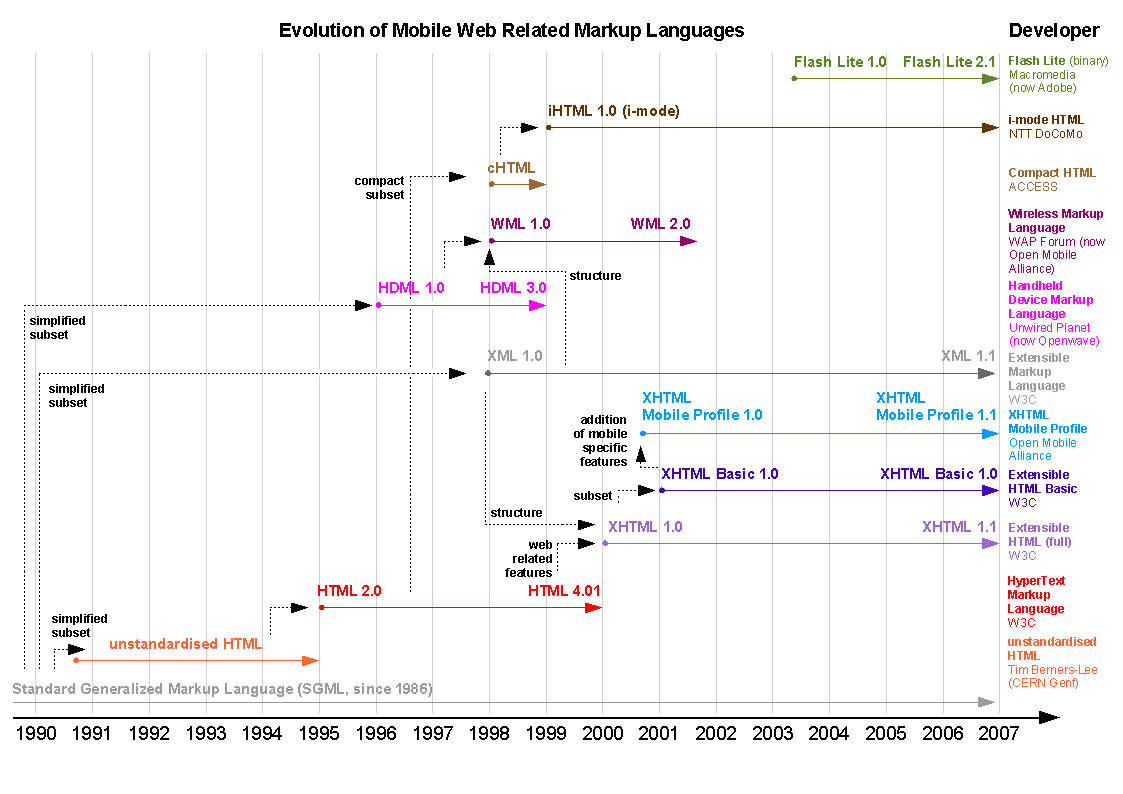
Entwicklung mobiler Web-Standards

XHTML MP 1.0 unterstützt neben den Modulen von XHTML Basic auch:
- Formulare (teilweise)
  - fieldset und optgroup Tags.
- Darstellung (teilweise)
  - b, big, hr, i und small Tags.
- Stylesheets
  - style Element und style Attribut.

XHTML MP 1.1 bietet außerdem auch Unterstützung für Skripte, vor allem ECMAScript Mobile Profile (ESMP).
XHTML MP 1.2 bietet vollständige Unterstützung für XHTML Formulare und Unterstützung für das object Element.

## Beispiel
Eine XHTML Mobile Profile Seite kann wie folgt aussehen:
```
<?xml version="1.0" encoding="utf-8"?>
<!DOCTYPE html PUBLIC "-//WAPFORUM//DTD XHTML Mobile 1.0//EN"
  "http://www.wapforum.org/DTD/xhtml-mobile10.dtd">
<html>
  <head>
    <title>Ein XHTML Mobile Profile Dokument</title>
  </head>
  <body>
    <p style="color: red;">Das ist ein roter Absatz.</p>
  </body>
</html>
```

Es ist auch eine alternative DTD von Openwave erhältlich, diese enthält gegenüber dem normalen XHTML Mobile Profile einige Erweiterungen:
```
<?xml version="1.0" encoding="utf-8"?>
<!DOCTYPE html PUBLIC "-//OPENWAVE//DTD XHTML Mobile 1.0//EN"
"http://www.openwave.com/dtd/xhtml-mobile10.dtd">
<html>
  <head>
    <title>Ein XHTML Mobile Profile Dokument</title>
  </head>
  <body>
    <p style="color: red;"><u>Das ist ein rot-unterstrichener Absatz.</u></p>
  </body>
</html>
```